# Mr. Popper's Penguins (livro)
Mr. Popper's Penguins (bra/prt: Os Pinguins do Sr. Popper) é um romance do casal de escritores Richard e Florence Atwater publicado em 1938 nos Estados Unidos. É um clássico da literatura infantil norte-americana. Nos EUA, integra o conjunto de obras sugeridas para leitura integral, na disciplina de Língua Portuguesa no 2º, 3º e 4º Ciclo do Ensino Básico.
No Brasil, o livro foi lançado em 2011 pela editora Intrínseca com ilustrações de Robert Lawson.

## Enredo
O Sr. Popper, um simples pintor de paredes, casado e pai de dois filhos, tem um grande sonho. Explorar a gelada Antártica e conhecer pessoalmente os pinguins, sua grande paixão.
Ele tem a maior surpresa, quando ao se corresponder com o almirante Drake, seu grande herói, que vive na Antártica, recebe como reposta uma encomenda nada comum: um pinguim de verdade! O Sr. Popper fica totalmente fascinado, sem poder acreditar no belo presente que acabou de receber. No começo, todos curtem muito a grande novidade, as crianças fazem a maior festa imitando o animalzinho recém chegado.
Quem não gosta muito da história é a Sra. Popper, sempre pensando nos gastos que o animalzinho vai lhes trazer. E também na bagunça que sua casa está virando, antes sempre impecável. Mas, a alegria do Sr. Popper é maior que qualquer preocupação que sua esposa possa ter.
Sua casa acaba sofrendo algumas pequenas mudanças, o porão é literalmente transformado em uma pista de gelo, pois o Capitão Cook, nome que o pinguim ganhou do Sr. Popper, precisa ficar em um ambiente sempre muito frio. Muito melhor e mais espaçoso que sua antiga morada, que era o freezer da Sra. Popper.
Ao ficar muito doente, certo dia, o Capitão Cook recebe uma inesperada visita. A pinguim fêmea Greta. Que acaba vindo morar definitivamente na residência dos Popper. A partir dai muita confusão vêm pela frente. A família de pinguins acaba aumentando e o dinheiro do Sr. Popper cada vez diminuindo. Até que o Sr. Popper tem uma brilhante ideia. Treinar seus pinguins e colocar o pé na estrada com um belo espetáculo.

## Prêmios
- Venceu o prêmio Medalha Newbery de 1939.

## Adaptações
- Distribuído pela 20th Century Fox, o filme homônimo, dirigido por Mark Waters e estrelado por Jim Carrey, Carla Gugino e Angela Lansbury, foi lançado em 17 de junho de 2011.[1]